# كأس القارات لكرة الصالات 2014
أقيمت النسخة الثالثة من بطولة كأس القارات لكرة الصالات، في الكويت خلال الفترة من 23 أكتوبر إلى 28 أكتوبر 2014.
نظمت البطولة من اتحادات المشاركين الوطنية، بالتعاون مع الشيخ طلال المحمد الصباح، لكن لم تعتمد من الاتحاد الدولي لكرة القدم (الفيفا). وشاركت في البطولة ثمانية فرق هي: مصر، الأرجنتين، إيطاليا، الكويت (ضمن المجموعة الأولى)، البرازيل، جمهورية التشيك، اليابان، وغواتيمالا (ضمن المجموعة الثانية).

## الفرق
| فريق           | اتحاد كونفدرالي                  | مؤهل                                                          |
| -------------- | -------------------------------- | ------------------------------------------------------------- |
| الكويت         | نادي كرة القدم الأسيوي           | المستضيف                                                      |
| مصر            | كاف                              | بطاقة بديلة                                                   |
| إيطاليا        | الاتحاد الاوروبي لكرة القدم      | الفائز ببطولة أمم أوروبا لكرة الصالات 2014                    |
| الأرجنتين      | اتحاد أمريكا الجنوبية لكرة القدم | وصيف بطولة كوبا أمريكا 2011                                   |
| البرازيل       | اتحاد أمريكا الجنوبية لكرة القدم | الفائز بكوبا أمريكا 2011 الفائز بكأس العالم لكرة الصالات 2012 |
| اليابان        | نادي كرة القدم الأسيوي           | الفائز ببطولة آسيا لكرة الصالات 2014                          |
| غواتيمالا      | الكونكاكاف                       | وصيف بطولة الكونكاكاف لكرة الصالات 2012                       |
| جمهورية التشيك | الاتحاد الاوروبي لكرة القدم      | المدعو                                                        |

## مرحلة المجموعات

### المجموعة الأولى
| الفريق    | لعب | ف | ت | خ | أ.له | أ.ع | أ.ف | نقاط |
| --------- | --- | - | - | - | ---- | --- | --- | ---- |
| إيطاليا   | 3   | 3 | 0 | 0 | 9    | 5   | +4  | 9    |
| الأرجنتين | 3   | 2 | 0 | 1 | 13   | 5   | +8  | 6    |
| مصر       | 3   | 1 | 0 | 2 | 8    | 11  | −3  | 3    |
| الكويت    | 3   | 0 | 0 | 3 | 6    | 15  | −9  | 0    |

| الكويت                                       | 2 – 4 | إيطاليا                                        |
| -------------------------------------------- | ----- | ---------------------------------------------- |
| Abdulrahman Altawail 17' · Ahmad Alfarsi 18' |       | ماسيمو دي لوكا 16'، 31'، 38' · Mauro Canal 39' |

| الأرجنتين | 6 – 1 | مصر                  |
| --- | ----- | -------------------- |
| فرناندو ويلهلم 2' · Cristian Borruto 3' · Pablo Taborda 7' · Constantino Vaporaki 12'، 13' · Leandro Cuzzolino 31' |       | Ahmed Abdelkader 23' |

| مصر                               | 2 – 3 | إيطاليا                                                          |
| --------------------------------- | ----- | ---------------------------------------------------------------- |
| Karim Ahmed 38' · Mostafa Eid 39' |       | سيرجيو رومانو 9' · Mauro Canal 10' · جوليو سيزار دي أوليفيرا 36' |

| الكويت                                     | 2 – 6 | الأرجنتين                                                                   |
| ------------------------------------------ | ----- | --------------------------------------------------------------------------- |
| Abdulrahman Altawail 19' · Saleh Hasan 34' |       | Alamiro Vaporaki 3'، 10' · Leandro Cuzzolino 9'، 19' · Cristian Borruto 39' |

| إيطاليا                                | 2 – 1 | الأرجنتين            |
| -------------------------------------- | ----- | -------------------- |
| هومبيرتو هونوريو 21' · Mauro Canal 39' |       | Cristian Borruto 25' |

| الكويت               | 2 – 5 | مصر                                                                                               |
| -------------------- | ----- | ------------------------------------------------------------------------------------------------- |
| Hamad Hayat 18'، 27' |       | Mostafa Eid 13' · Ahmed Abdelkader 16' · Ramadan Sama 19' · Ibrahim Bekhit 24' · Mostafa Rezk 35' |

### المجموعة الثانية
| الفريق         | لعب | ف | ت | خ | أ.له | أ.ع | أ.ف | نقاط |
| -------------- | --- | - | - | - | ---- | --- | --- | ---- |
| البرازيل       | 3   | 3 | 0 | 0 | 16   | 3   | +13 | 9    |
| جمهورية التشيك | 3   | 2 | 0 | 1 | 11   | 8   | +3  | 6    |
| اليابان        | 3   | 1 | 0 | 2 | 6    | 9   | −3  | 3    |
| غواتيمالا      | 3   | 0 | 0 | 3 | 4    | 17  | −13 | 0    |

| جمهورية التشيك                                           | 6 – 2 | غواتيمالا                                 |
| -------------------------------------------------------- | ----- | ----------------------------------------- |
| Michal Seidler 8'، 10'، 16'، 19' · Michal Belej 24'، 24' |       | Manuel Pellecer 15' · Edgar Rodríguez 34' |

| البرازيل                                                                                  | 5 – 0 | اليابان |
| ----------------------------------------------------------------------------------------- | ----- | ------- |
| Francisco Alves 5' · Marcenio Da Silva 25' · Darlan Lopes 29'، 29' · Jefferson Carpes 32' |       |         |

| اليابان | 0 – 4 | جمهورية التشيك                                  |
| ------- | ----- | ----------------------------------------------- |
|         |       | Lukáš Rešetár 3'، 23'، 39' · Michal Seidler 25' |

| غواتيمالا                                | 2 – 5 | البرازيل                                                                               |
| ---------------------------------------- | ----- | -------------------------------------------------------------------------------------- |
| Walter Enriquez 6' · Manuel Pellecer 11' |       | Alexandre Faria 9'، 39' · Rafael Novaes 10' · Marcenio Da Silva 25' · Darlan Lopes 38' |

| اليابان                                                                                              | 6 – 0 | غواتيمالا |
| --- | ----- | --------- |
| Bruno Takashi 14'، 31' · Manabu Takita 17' · Akita Minamoto 22' · Yuki Murota 30' · Nobuya Osodo 33' |       |           |

| البرازيل                                                                                                 | 6 – 1 | جمهورية التشيك |
| --- | ----- | -------------- |
| Jefferson Carpes 1' · Rafael Novaes 8' · Tiago Wanderley 12' · Darlan Lopes 32'، 35' · Carlos Murilo 34' |       | Rodek 6'       |

## المرحلة النهائية
|  | نصف النهائي              | نصف النهائي              |   |                          | النهائي                  | النهائي |
|  |                          |                          |   |                          |                          |         |
|  | 27 أكتوبر – مدينة الكويت |                          |   |                          |                          |         |
|  | الأرجنتين                | 4                        |   |                          |                          |         |
|  | البرازيل                 | 1                        |   |                          |                          |         |
|  |                          |                          |   |                          |                          |         |
|  |                          |                          |   |                          | 28 أكتوبر – مدينة الكويت |         |
|  |                          |                          |   |                          | الأرجنتين                | 6       |
|  |                          | جمهورية التشيك           | 2 |                          |                          |         |
|  |                          |                          |   |                          |                          |         |
|  |                          |                          |   |                          |                          |         |
|  |                          |                          |   |                          | المركز الثالث            |         |
|  | 27 أكتوبر – مدينة الكويت | 27 أكتوبر – مدينة الكويت |   | 28 أكتوبر – مدينة الكويت | 28 أكتوبر – مدينة الكويت |         |
|  | إيطاليا                  | 1 (2)                    |   | إيطاليا                  | 0                        |         |
|  | جمهورية التشيك (ر.ت.)    | 1 (3)                    |   |                          | البرازيل                 | 3       |

### الدور نصف النهائي
| الأرجنتين                                                               | 4 – 1 | البرازيل          |
| ----------------------------------------------------------------------- | ----- | ----------------- |
| Cristian Borruto 13' · Maximiliano Rescia 22' · فرناندو ويلهلم 23'، 40' |       | Carlos Murilo 20' |

| إيطاليا                                                              | 1 – 1 (ب.و.إ.) | جمهورية التشيك                                       |
| -------------------------------------------------------------------- | -------------- | ---------------------------------------------------- |
| موريلو فيريرا 33'                                                    |                | Michal Seidler 24'                                   |
| ركلات الترجيح                                                        |                |                                                      |
| Mauro Canal · ماسيمو دي لوكا · Fabricio Calderolli · Marco Ercolessi | 2 – 3          | Kovacs · Michal Holy · Michal Belej · Michal Seidler |

### المركز الثالث
| إيطاليا | 0 – 3 | البرازيل                                                           |
| ------- | ----- | ------------------------------------------------------------------ |
|         |       | Jefferson Carpes 31' · Tiago Wanderley 35' · Marcenio Da Silva 39' |

### النهائي
| الأرجنتين | 6 – 2 | جمهورية التشيك                      |
| --- | ----- | ----------------------------------- |
| Gerardo Battistoni 8' · Leandro Cuzzolino 14'، 37' · Alamiro Tello 19' · Constantino Vaporaki 34' · فرناندو ويلهلم 35' |       | Michal Holy 2' · Michal Seidler 32' |

## الفائز
| كأس القارات لكرة الصالات 2014 |
| ----------------------------- |
| · الأرجنتين · للمرة الأولى    |

## روابط خارجية
- الموقع الرسمي